# 松山桃子
松山 桃子（まつやま ももこ、1980年10月23日 - ）は、日本のフリーアナウンサー。

## 人物
- 埼玉県出身。O型。淑徳与野高等学校、学習院大学法学部政治学科卒業。大学ではマネージャーとして漕艇部に所属。[1]
- 2004年、福井テレビジョン放送に入社。
- 2008年3月31日をもって福井テレビジョン放送を退社した（同日の『スーパーニュース』内の天気予報より）。
- 2009年4月1日よりホリプロアナウンス室に所属、フリーアナウンサーとして活動している。
- また2009年5月に結婚し、2010年初夏に長女を出産（公式ブログでの発言より）。
- 2015年4月までにホリプロとの契約を解除。

## 福井テレビ時代の担当番組
- めざましテレビ（全国中継リポーター、福井担当）
- おかえりなさ〜い（スタジオにて、月〜金担当）
- スーパーニュース（福井メインキャスター、土日）
- おかサタCAFE（バラエティ、スタジオMC）
- まる得たいこBAN！！（スタジオMC。月〜金担当）
- 福井っ子はいま・・・（ナレーション）